# سیارک ۲۰۲۹۳
سیارک ۲۰۲۹۳ (به انگلیسی: 20293 Sirichelson، نامگذاری:1998FQ72) بیست هزار و دویست و نود و سومین سیارک کشف شده‌است که در ۲۰ مارس ۱۹۹۸ کشف شد.
قدر مطلق سیارک برابر ۱۹.۵ است.